# Rhaetulus crenatus kawanoi
Rhaetulus crenatus kawanoi es una subespecie de coleóptero de la familia Lucanidae.

## Distribución geográfica
Habita en Vietnam.